# Partaloa
Partaloa er en by og kommune i det sydøstlige Spanien i provinsen Almería. Den har et indbyggertal på 875 (2024) indbyggere.